# Kody NATO przeciwpancernych pocisków kierowanych
Kody NATO dla przeciwpancernych pocisków kierowanych:
- AT-1 Snapper – 3M6 Trzmiel
- AT-2 Swatter – 9M17 Falanga
- AT-3 Sagger – 9M14 Malutka
- AT-4 Spigot – 9K111 Fagot
- AT-5 Spandrel – 9K113 Konkurs
- AT-6 Spiral – 9M114 Kokon (9K114 Szturm)
- AT-7 Saxhorn – 9K115 Metys
- AT-8 Songster – 9K112 Kobra
- AT-9 Spiral-2 – 9M120 Ataka
- AT-10 Stabber – 9K116 Bastion
- AT-11 Sniper – 9K119 Refleks
- AT-12 Swinger – 9M117-1 Szeksna
- AT-13 Saxhorn-2 – 9K115-2 Metys-M
- AT-14 Spriggan – 9M133 Kornet
- AT-15 Springer – 9M123 Chrizantiema
- AT-16 Scallion – 9K121 Wichr